# Eisbergen
Eisbergen ist ein Ortsteil der Stadt Porta Westfalica im ostwestfälischen Kreis Minden-Lübbecke in Nordrhein-Westfalen mit 3354 Einwohnern (31. Dezember 2020). Der Ortsteil ist geprägt von der Landwirtschaft im hügeligen Lössgebiet.

## Geographie
Eisbergen liegt südlich des Wesergebirges und nördlich der Weser. Im Osten grenzt Eisbergen an die Stadt Rinteln im Landkreis Schaumburg (Niedersachsen), im Norden an Kleinenbremen und Wülpke, im Westen an Lohfeld und Veltheim sowie im Süden an den Ortsteil Varenholz der Gemeinde Kalletal im Kreis Lippe.

## Geschichte
Nach der Hildburglegende wurden die Kirchen von Wester- und Ostereisbergen im Jahr 896 gegründet. Die erste urkundliche Erwähnung ist für das Jahr 1029 nachweisbar. 1033 schenkte Bischof Sigebert von Minden dem Stift St. Martin alles, was ihm in Eisbergen gehört.
1540 erfolgte die Reformation in Eisbergen. 1629/30 wurde die Wassermühle im Ortsteil Fülme gebaut.
1626 wurde Hochdeutsch als Amtssprache eingeführt. In diesem Jahr wütete auch die Pest in Eisbergen, und es gab 515 Tote. 1665 besuchten 20 Kinder die Fülmer Schule.
Eisbergen gehörte bis zu den Napoleonischen Kriegen zur Vogtei Landwehr im Amt Hausberge des Fürstentums Minden. Der Ort gehörte von 1807 bis 1813 zum Kanton Hausberge des napoleonischen Satellitenstaats Königreich Westphalen und kam 1816 zum neuen Kreis Minden. 1818 hatte Eisbergen mit Fülme 1040 Einwohner. Zusammen mit Fülme bildete Eisbergen seit 1843 eine Landgemeinde im Amt Hausberge des Kreises. Im Jahr 1851 wurde die bis dahin selbständige Gemeinde Lohfeld eingegliedert. Lohfeld wurde am 14. Oktober 1886 durch Ausgliederung wieder zu einer selbständigen Gemeinde.
Einen Anschluss an die heute als Weserbahn bezeichnete Eisenbahnstrecke Löhne–Hildesheim erhielt Eisbergen 1875. Beim Rückbau in den 1990er und 2000er Jahren wurde der Haltepunkt Eisbergen aufgelöst. 1923 wurde Eisbergen an die Stromversorgung des Elektrizitätswerkes Minden-Ravensberg angeschlossen. Im Oktober 1919 begann der Bau der ersten Eisberger Weserbrücke, die am 13. Dezember 1920 eingeweiht wurde.
Am 13. Mai 1945 ertranken zwölf Personen beim Kentern der Behelfsfähre unterhalb der gesprengten Brücke. 1946 wurde die Brücke wiederhergestellt. Am 11. Juni 1965 stürzte zwischen Lohfeld und Eisbergen ein Kampfflugzeug vom Typ F-104 Starfighter der Bundeswehr ab. Der Pilot Günter Pethke (1937–1966) kam dabei ums Leben. Heute erinnert ein Gedenkstein am Europäischen Fernwanderweg E11 an das Unglück.
Bis zur kommunalen Neugliederung am 1. Januar 1973 war Eisbergen eine Gemeinde des Kreises Minden mit einer Gesamtfläche von rund 14,71 km² sowie 3242 Einwohnern.

## Politik
Eisbergen ist der Bezirksausschuss VI der Stadt Porta Westfalica. 

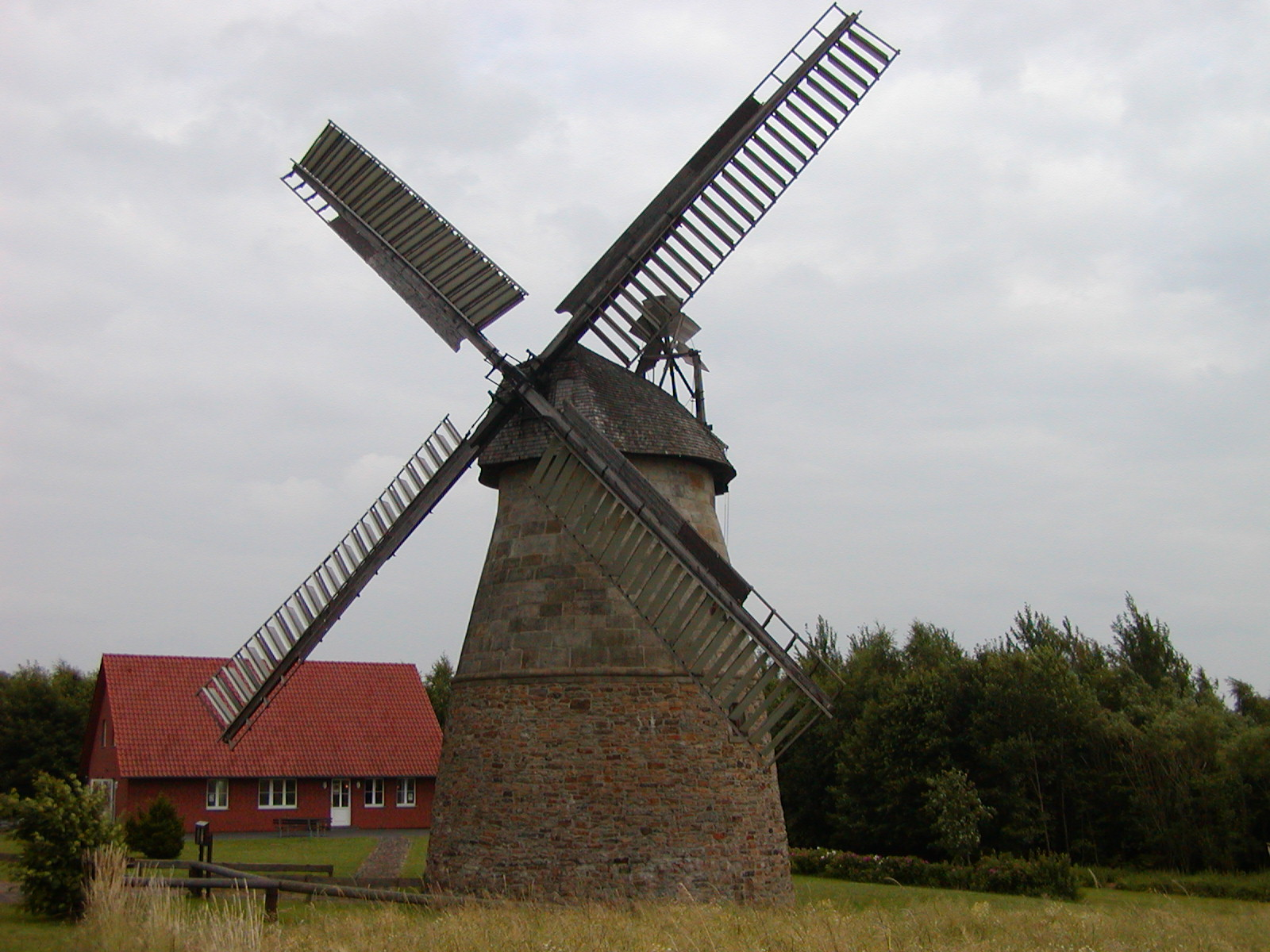
Windmühle Eisbergen

## Sehenswürdigkeiten
Eisbergen ist mit seiner Mühle Teil der Westfälischen Mühlenstraße und der Mühlenroute.
Der Erdholländer wurde um 1855 errichtet und 1989/92 an den jetzigen Standort am Rande von Eisbergen (Ahmserort) umgesetzt. Die untere Hälfte der Mühle wurde aus Bruchsteinen und die obere Hälfte aus sorgfältig bearbeiteten Sandsteinen gemauert. Der Mühlenturm ist nur leicht konisch und trägt wieder eine Windrosenanlage und Jalousie-Flügel. In der Nacht vom 18. auf den 19. Januar 2007 wurde die Mühle durch den Sturm Kyrill zerstört, weil die Sicherungsmaßnahmen unzulänglich waren. Trotz angezogener Bremse setzten sich die Flügel in Bewegung. Aufgrund der entwickelten Hitze brannte die Windmühle bis auf die Grundmauern komplett aus. Die Windmühle ist auch unter dem Namen Röckemanns Mühle bekannt. Zunächst wurde die Mühle vom Mühlenbauhof Frille (Petershagen) gesichert und die Schäden entsorgt. Eine provisorische Kappe schützte den Mühlenkörper vor Regen und weiteren witterungsbedingten Schäden. Im Jahr 2008 wurde dann mit dem Wiederaufbau begonnen. Seit 2009 ist die Mühle wieder mahlfähig. Die Teilnahme an den Mahl- und Backtagen wurde währenddessen nicht unterbrochen.

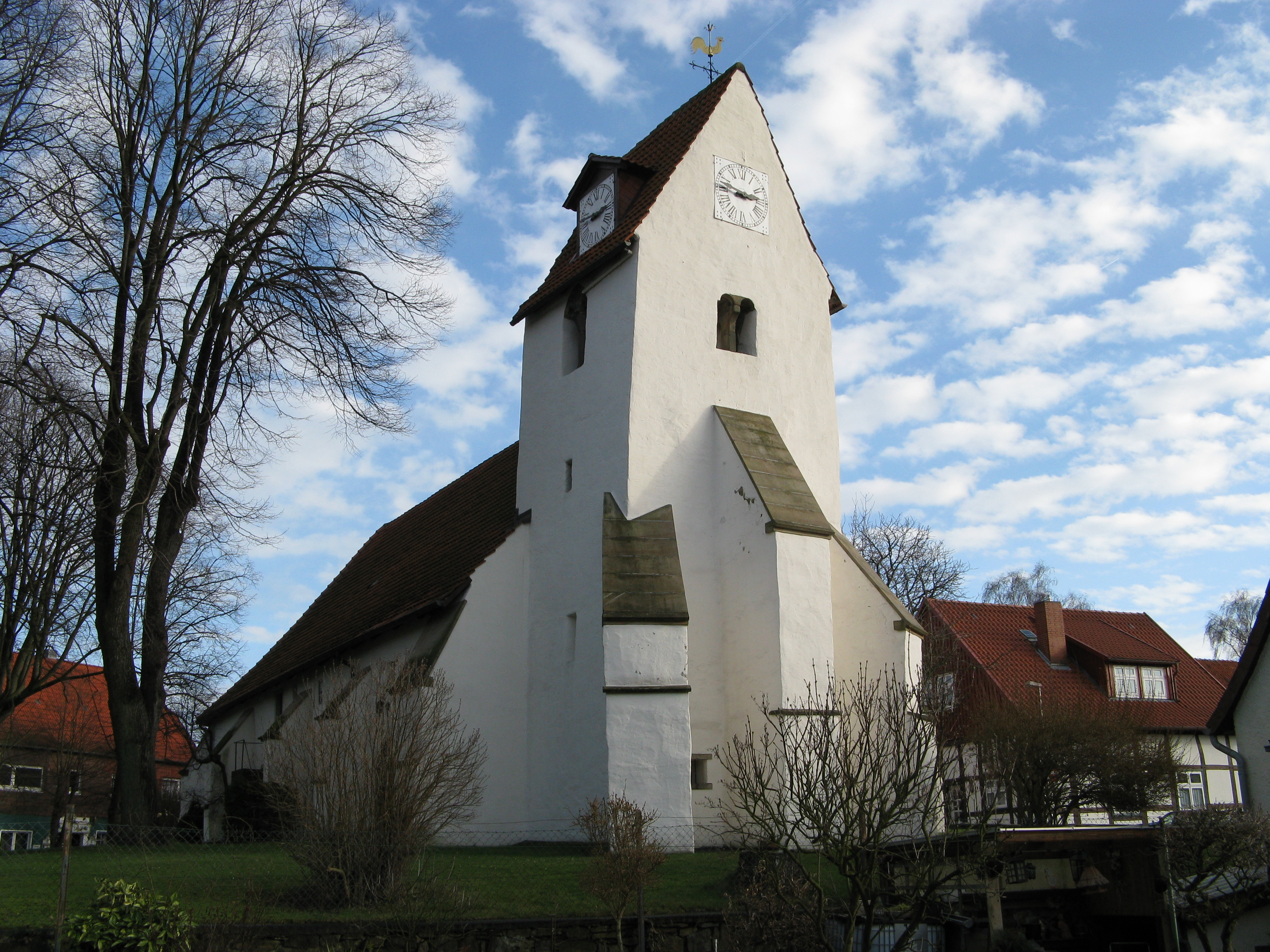
Kirche in Eisbergen

Die heutige Eisberger Kirche scheint um 1200 als einschiffiger Bau mit Westturm entstanden zu sein; der romanische Turm zählt zu den ältesten im Kirchenkreis Vlotho. Nach dem Dreißigjährigen Krieg (bis 1662) wurde an das vorhandene Kirchenschiff ein zweites nach Süden hin angebaut. Sehenswert sind die Ausstattung der Kirche aus dem 17. Jahrhundert (Taufstein von 1606, Altar und Kanzel von 1607) und die den heutigen Gesamteindruck bestimmende Innenausmalung durch Paul Thol (aus Berlin) von 1953, die ein umfangreiches, biblisch-theologisch orientiertes Bildprogramm bietet. Das ursprüngliche Patrozinium der Kirche ist St. Georg.
In der ehemaligen Uniformfabrik an der Weserstraße befindet sich seit 2009 ein Benediktinerkloster, das von Abt Thomas Komossa OSB orth. geleitet wird. Die Konventsmitglieder gehören seit 2013 der russisch-orthodoxen Auslandskirche an. Sie haben vom Ersthierarchen der Auslandskirche, Metropolit Hilarion (Kapral), dem sie direkt unterstehen, die Erlaubnis das Stundengebet und die heilige Messe nach dem traditionellen westlichen Ritus zu feiern. Die übrigen Sakramente werden, wie in der Gesamtorthodoxie üblich, nach byzantinischem Ritus gespendet.

## Wirtschaft
Die Volksbank Eisbergen fusionierte am 1. Januar 2011 mit der Volksbank Minden.

## Verkehr

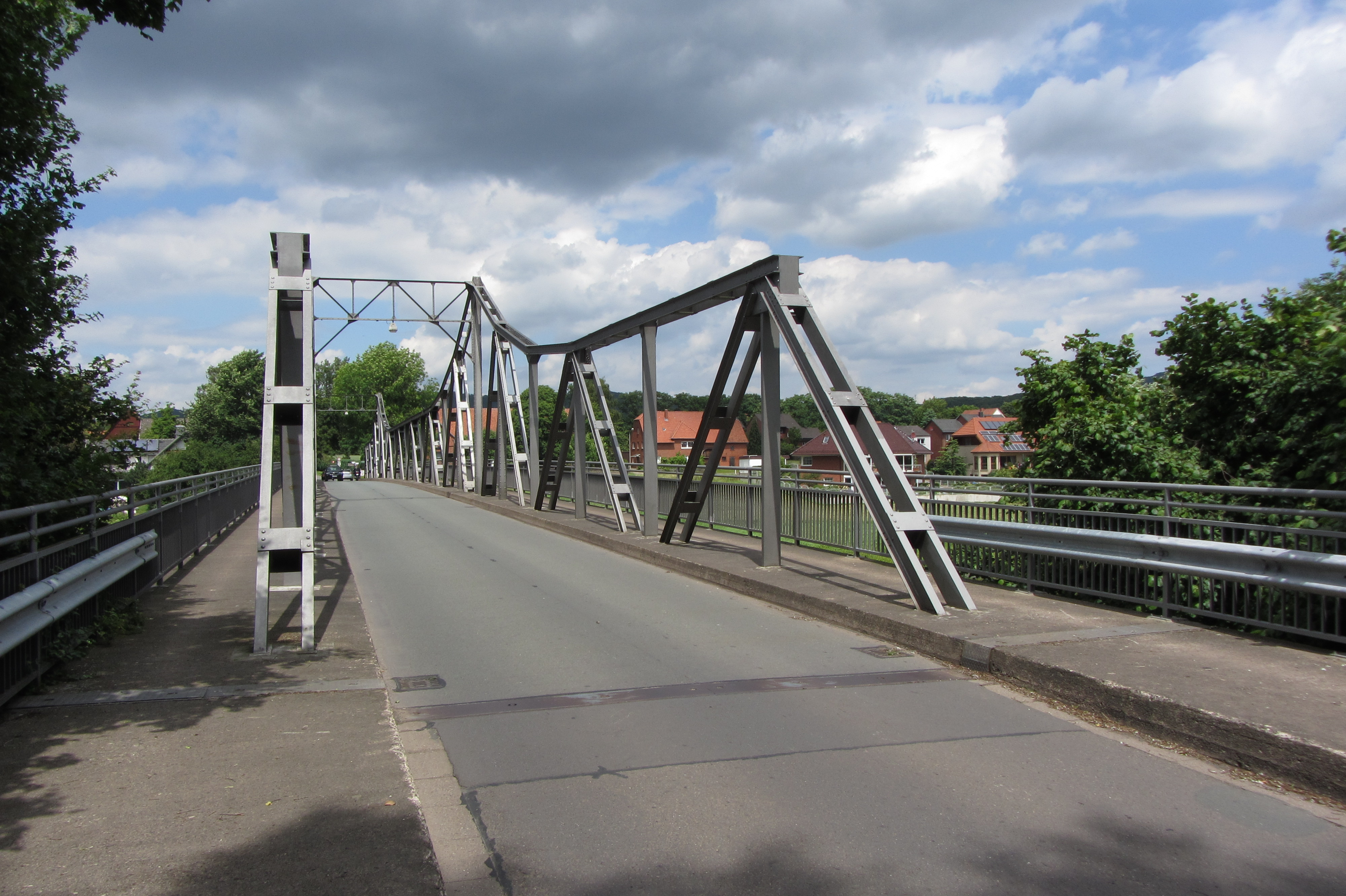
Weserbrücke Eisbergen

Die Bahnstrecke Elze–Löhne (auch als Weserbahn bezeichnet) wird heute durch die NordWestBahn bedient und führt durch den Ort. Der Bahnhof ist allerdings stillgelegt, eine Reaktivierung wird seit Jahren diskutiert. Nächster Halt ist der Bahnhof Rinteln, dorthin gibt es eine Anrufbus-Verbindung. Eisbergen verfügt über eine regelmäßige Busverbindung nach Barkhausen und Minden. 
Das linke Weserufer ist über die Landrat-Petersen-Brücke erreichbar.

## Sport
Der TuS Eisbergen wurde zweimal deutscher Meister im Korbball. Vom TuS Eisbergen spaltete sich im Jahre 1948 der Fußballverein FSC Eisbergen ab.